# Martin Kemp
Martin John Kemp (* 10. října 1961) je anglický herec, režisér, hudebník, příležitostný televizní moderátor, nejznámější jako baskytarista v novovlnné skupině Spandau Ballet, a také jako Steve Owen ve filmu EastEnders. Je mladším bratrem Garyho Kempa, herce a také člena skupiny Spandau Ballet. V roce 2012 Martin Kemp skončil na třetím místě v letní sérii Celebrity Big Brother. V roce 2017 se Kemp objevil jako porotce pořadu Let It Shine televize BBC.

## Časný život
Kemp se narodil v Islingtonu v severním Londýně jako mladší syn Frankovi a Eileen Kempovým. Kemp vyrůstal v severním Londýně, kde se učil ve škole Rotherfield Junior School a střední škole Dame Alice Owen v Islingtonu. Ve věku 7 let spolu se svým bratrem Garym začali navštěvovat divadelní kroužek Anna Scher Children's Theatre. Martin Kemp od 11 do 14 let vystupoval v mnoha televizních pořadech jako např. Jackanory (1972), The Tomorrow People a Dixon of Dock Green (1973). Také hrál ve filmu BBC A Picture of Katherine Mansfield s Vanessou Redgrave (v roli Katherine Mansfield) i Jeremym Brettem (jako John Middleton Murry) a dramatu BBC Two The Glittering Prizes (1976) s Tomem Conti i Nigelem Haversem.
V roce 1978 se připojil ke školní skupině svého bratra Garyho jako basista. O rok později se skupina přejmenovala na Spandau Ballet a stala se jednou z nefascinovanějších skupin osmdesátých let 20. století díky hitům jako „True“ nebo „Gold“.
Spolu s bratrem vystoupili na stříbrném plátně ve gangsterském filmu Bratři Kray (The Krays, 1990), kde Martin hrál slavného kriminalistu z East Endu Ronalda „Ronniho“ Kraye a Gary byl jeho bratrem Reginaldem „Reggie“ Krayem.

## Osobní život
V roce 1988 se na ostrově Svatá Lucie oženil se Shirlie Holliman, bývalou doprovodnou zpěvačkou skupiny Wham! a také členkou popového dua Pepsi & Shirlie. Z jejich manželství vzešli dcera Harley Moon (* 1989) a syn Roman (* 1993).
Je patronem britsko-irské charity Encephalitis Society. V době, kdy se stal patronem charity, oznámil, že od 90. let musel zvládat epilepsii v důsledku dvou nádorů mozku. Po chirurgickém zákroku byly nádory odstraněny a Kempovi byla implantována ochranná kovová destička pod pokožku hlavy. Během vystoupení na výstavě Frank Skinner v roce 2002 Kemp žertovně poznamenal, že by na letištích nemohl tiše proklouznout detektory kovů, protože by destička vyvolala poplach. Dne 20. ledna 2006 Kemp otevřel nový tomograf v Russells Hall Hospital v Dudley ve West Midlands.
Jeho syn Roman Kemp moderuje ranní show na jednom z nejposlouchanějších britských rádií, Capital FM.

## Diskografie

### Alba
- 1981 – Journeys to Glory
- 1982 – Diamond
- 1983 – True
- 1984 – Parade
- 1986 – Through the Barricades
- 1989 – Heart Like a Sky
- 2009 – Once More

## Filmografie

### Herec
- Father Brown (2017) jako Dennis Nelson
- Birds of a Feather (2016) jako Vince
- Assassin (2015) jako Lee
- Age of Kill (2015) jako Sam Blake
- Crossmaglen (2012) jako Major Prendergast
- Strippers vs Werewolves (2012) jako Mickey
- Hustle (1 episoda, 2012) jako Harry Holmes
- How to Stop Being a Loser (2011) jako Zeus
- Jack Falls (2011) jako Dr Lawrence
- The Best Years (2010) jako Simon McKnight
- The Rapture (2010) jako Victor Walker
- Waterloo Road
  - Series 6 (2010) jako Mr. Burley
- Heartbeat
  - Bully Boys (2008) jako Mick Revill
- Back in Business (2007) jako Will Spencer
- Agatha Christie's Marple
  - Sleeping Murder (2006) jako Jackie Afflick
- Love Lies Bleeding (2006) jako Mark Terry
- Can't Buy Me Love (2004) jako Alan Harris
- Where the Heart Is
  - Skin Deep (2004) jako Ian Thorpe

- The Brides in the Bath (2003) jako George Smith
- Serious & Organised (2003) jako DC Jack Finn
- Family (2003) jako Joey Cutler
- Casino Casino (2003) jako Casino Manager
- Daddy's Girl (2002) jako Chris Cooper
- Sugar Town (1999) jako Jonesy
- EastEnders (1998–2002) jako. Steve Owen
- Monk Dawson (1998) jako David Allenby
- The Bill
  - The Bus Driver's Prayer (1998) jako. Tom Marsh
- Supply and Demand (1998) jako Eddie McEwan
- Tales from the Crypt
  - Escape (1996)
- The Outer Limits
  - Blood Brothers (1995) jako Michael Deighton
- Embrace of the Vampire (1994) jako Vampire
- Cyber Bandits (1995) jako Jack Morris
- Boca (1994) jako Reb
- Murder Between Friends (1994) jako Bill Fontanille
- Fleshtone (1994) jako Matthew Greco
- Highlander: The Series
  - Avenging Angel (1993) jako Alfred Cahill

- Aspen Extreme (1993) jako Franz Hauser
- Ultimate Desire (1993) jako Gordon Lewis
- Waxwork II: Lost in Time (1992) jako Baron Von Frankenstein
- Growing Rich (1992) jako Driver
- The Girl Who Came Late (1991) jako Digby Olsen
- Daydream Believer (1991) ...
- The Krays (1990) jako Reggie Kray
- The Glittering Prizes
  - A Country Life (1976) jako Graham Black
- Jackanory (1975)
- Rumpole of the Bailey (1975)
- Dixon of Dock Green (1973)
- Oranges and Lemons (1973)
- The Tomorrow People (1973)
- Scribble (1973)
- Katherine Mansfield (1973)
- Mind Where You Are Going (1972)
- The Edwardians (1972)
- Jackanory (1972)

### Režisér
- Karma Magnet (2008) (krátký)
- Stalker (2010)
- Top Dog (2014 film) (2014)